# گروه پی‌سی‌سی‌آی
گروه پی‌سی‌سی‌آی (انگلیسی: PCCI Group) شرکت خدمات حرفه‌ای اماراتی است، که در سال ۲۰۰۱ تأسیس شد.